# 10億分の1の男
『10億分の1の男』 (Intacto) は、2001年のスペイン映画。フアン・カルロス・フレスナディージョ監督・脚本のサスペンス。

## ストーリー
フェデリコは幼い頃、未曾有の大地震で生き埋め状態のところをサムに助けられた。その時、サムから“運”を奪う能力を授けられて以来、彼の経営するカジノでお客の運を奪い取ってきた。だがある日、彼はサムのもとから去ろうとしたためその能力をサムに吸い取られてしまう。 7年後、銀行強盗で逃走中のトマスは飛行機の墜落事故に見舞われたが、搭乗者237名の中で奇跡的にたった1人生き残った。彼は女刑事サラの監視下で入院していたが、そこへ強運な男を探していたフェデリコが現われる。彼はトマスを連れ出すと、あるゲームへの参加を強引に迫るのだった。 

## キャスト
※括弧内は日本語吹替
- トマス・サンス - レオナルド・スバラグリア（咲野俊介）
- フェデリコ - ユウセビオ・ポンセラ（石塚運昇）
- サラ - モニカ・ロペス（山像かおり）
- アレハンドロ - アントニオ・デチェント（田中正彦）
- サム - マックス・フォン・シドー（有川博）